# Orthodera timorensis
Orthodera timorensis är en bönsyrseart som beskrevs av Werner 1933. Orthodera timorensis ingår i släktet Orthodera och familjen Mantidae. Inga underarter finns listade i Catalogue of Life.